# 丰特斯德亚尼奥
丰特斯德亚尼奥是西班牙卡斯蒂利亚-莱昂阿维拉省的一个市镇。总面积20km2，总人口171人（2001年），人口密度9人/km2。